# Euophistes almadensis
Euophistes almadensis är en insektsart som beskrevs av Sjöstedt 1936. Euophistes almadensis ingår i släktet Euophistes och familjen gräshoppor. Inga underarter finns listade i Catalogue of Life.